# Keegan Murray
Keegan Mitchell Murray (Cedar Rapids, 19 de agosto de 2000) é um jogador norte-americano de basquete profissional que atualmente joga no Sacramento Kings da National Basketball Association (NBA).
Ele jogou basquete universitário pela Universidade de Iowa e foi selecionado pelos Kings como a quarta escolha geral no draft da NBA de 2022.

## Carreira no ensino médio
Murray jogou basquete na Prairie High School em Cedar Rapids, Iowa. Em seu último ano, ele teve médias de 20,3 pontos e 7,2 rebotes e foi nomeado o Jogador do Ano. Murray passou um ano de pós-graduação na DME Academy em Daytona Beach, Flórida, para ganhar mais exposição. Um recruta de três estrelas, ele se comprometeu a jogar basquete universitário pela Universidade de Iowa.

## Carreira universitária

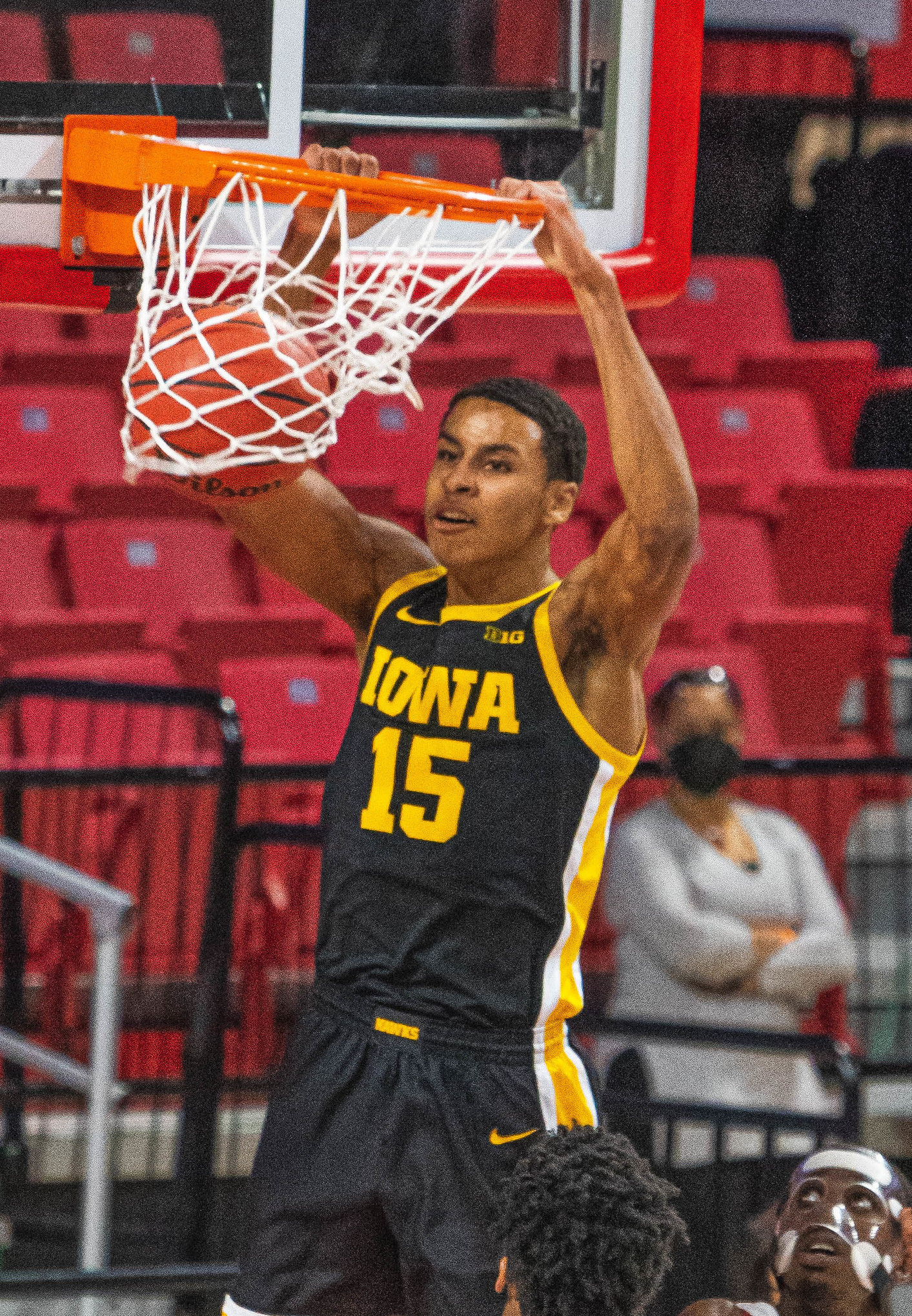
Murray enterrando em janeiro de 2021

Como calouro, Murray teve médias de 7,2 pontos, 5,1 rebotes e 1,3 bloqueios sendo selecionado para a Equipe de Calouro da Big Ten. Em 16 de novembro de 2021, ele registrou 27 pontos e 21 rebotes na vitória por 86-69 contra North Carolina Central. Foi o primeiro jogo de 20 pontos e 20 rebotes de um jogador de Iowa desde Bruce King em 1977.
Em seu segundo ano, Murray foi nomeado para a Primeira-Equipe da Big Ten e ganhou o Prêmio Karl Malone como o principal ala-pivô do país. Em 29 de março de 2022, ele se declarou para o draft da NBA de 2022, renunciando à elegibilidade universitária restante.

## Carreira profissional

### Sacramento Kings (2022–Presente)
No draft da NBA de 2022, Murray foi selecionado pelo Sacramento Kings como a quarta escolha geral. Ele foi nomeado o MVP da Summer League com médias de 23 pontos, sete rebotes e duas assistências.

## Estatísticas da carreira

### NBA

#### Temporada regular
| Ano      | Equipe     | PJ | PT | MPJ  | AP   | 3P   | LL   | RT  | AS  | BR | TO | PPJ  |
| -------- | ---------- | -- | -- | ---- | ---- | ---- | ---- | --- | --- | -- | -- | ---- |
| 2022-23  | Sacramento | 78 | 76 | 29.8 | .454 | .416 | .765 | 4.6 | 1.2 | .8 | .5 | 12.2 |
| Carreira | Carreira   | 78 | 76 | 29.8 | .454 | .416 | .765 | 4.6 | 1.2 | .8 | .5 | 12.2 |

#### Playoffs
| Ano      | Equipe     | PJ | PT | MPJ  | AP   | 3P   | LL   | RT  | AS | BR | TO | PPJ |
| -------- | ---------- | -- | -- | ---- | ---- | ---- | ---- | --- | -- | -- | -- | --- |
| 2023     | Sacramento | 7  | 7  | 27.7 | .448 | .375 | .667 | 6.3 | .7 | .6 | .3 | 9.7 |
| Carreira | Carreira   | 7  | 7  | 27.7 | .448 | .375 | .667 | 6.3 | .7 | .6 | .3 | 9.7 |

### Universitário
| Ano      | Equipe   | PJ | PT | MPJ  | AP   | 3P   | LL   | RT  | AS  | BR  | TO  | PPJ  |
| -------- | -------- | -- | -- | ---- | ---- | ---- | ---- | --- | --- | --- | --- | ---- |
| 2020–21  | Iowa     | 31 | 4  | 18.0 | .506 | .296 | .755 | 5.1 | .5  | .8  | 1.3 | 7.2  |
| 2021–22  | Iowa     | 35 | 35 | 31.9 | .554 | .398 | .747 | 8.7 | 1.5 | 1.3 | 1.9 | 23.5 |
| Carreira | Carreira | 66 | 39 | 24.9 | .530 | .347 | .751 | 6.8 | 1.0 | 1.0 | 1.6 | 15.3 |

## Prêmios e Homenagens
- NBA:
  - NBA All-Rookie Team:
    - Primeiro time: 2023

## Vida pessoal
O pai de Murray, Kenyon, também jogou basquete universitário em Iowa. Ele foi companheiro de equipe de seu irmão gêmeo, Kris, no ensino médio e na universidade.